# Saguinus inustus
Espèce
Statut de conservation UICN

 LC  : Préoccupation mineure
Statut CITES
Le Saguinus inustus (tamarin à face marbrée) est une espèce de primates de la famille des Callitrichidae.

## Autres noms
- Mottle-faced tamarin
- Diablito, mico diablo, huevoblanco, car le mâle a un scrotum blanc (Colombie).

## Distribution

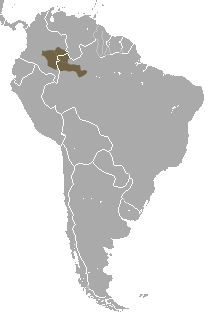
Distribution

Sud-est de la Colombie (entre le Río Caquetá au sud et le Río Guaviare au nord, à l’ouest jusqu’aux Ríos Apaporis et Mesay, dans les départements d’Amazonas, Caquetá, extrême sud du Meta, Guaviare, Vaupés et Guainía) et nord-ouest du Brésil (au nord de l’Amazone entre le Rio Japurá au sud et le Rio Negro au nord, à l’est jusqu’à la partie occidentale du PN de Jaú). Limites occidentale et orientale mal connues.

## Sous-espèces
Il existe peut-être des sous-espèces, déterminables en fonction du blanc présent sur les joues et autour des yeux.

## Habitat
Forêt pluviale, terra ferme ou inondable, primaire ou secondaire. Forêts-galeries. Forêts de savane de la vallée du Río Guaviare (affluent de l’Orénoque).

## Description
Pelage noir. Dos brun chocolat. Arrière-train rouge sombre. Flancs cannelle. Queue noire. Face presque nue, rose mouchetée de noir. Quelques poils blancs sur le nez et les lèvres. Joues et pourtour des yeux nus blancs, plus ou moins marbrés de noir. Oreilles nues et noires avec parfois des zones blanches. Aire génitale blanche.

## Mensurations
- Corps 23 cm (de 21 à 25 cm)
- Queue 36,6 cm (de 33 à 41 cm)
- Poids : 400-500 g.

## Domaine
35ha (Comeyafú), étude sur une courte période (donc plus vaste, en réalité).

## Locomotion
Quadrupède.

## Comportements basiques
Diurne. Arboricole.

## Activités
Parcourt chaque jour 961 m (de 750 à 1 100 m), à Comeyafú.

## Alimentation
Frugivore-gommivore-insectivore.
À Comeyafú (bas Río Caquetá), il consomme des fruits de 23 espèces différentes, dont la pulpe de pijiture camure (Mendoncia ovata), uayapala (Tapirira guianensis), cahayú (Rollinia mucosa), yuuchi (Couma macrocarpa), gemacacu (Lacmellea cf. arborescens), caamú (Pourouma cecropiifolia), cahamulá (Pourouma tomentosa), cumela (Buchenavia cf. viridiflora), amasí (Pseudolmedia laevis), de trois espèces de Pouteria et de Abuta grandifolia, les arilles de 8 espèces d’Inga et le péricarpe du yukurú (Mouriri cf. acutiflora).

## Taille du groupe
4,4 (de 3 à 6), à Comeyafú.

## Communication orale
Les membres gazouillent au petit matin pour affirmer leur présence et les groupes alentour leur répondent par d’autres gazouillements.

## Conservation
PN de la Serranía de Chiribiquete, RN de Nukak et RN de Puinawai (Colombie). R. d’Amanã, extrême ouest du PN de Jaú et PN du Pico da Neblina (Brésil).

## Référence
- Schwarz, 1951 : A new marmoset monkey from Brazil. American Museum novitates, n. 1508, p. 1-3 (texte original).